# 郭進興
郭進興（1963年11月10日—），台灣棒球選手，綽號阿水（因為小時候喜歡玩水），1996年改名為郭尚豪，1999年又改回原名。
女兒是台語歌手郭婷筠。

## 職棒生涯成績

### 中華職棒
- (粗黑體字為該年度最佳或最高成績)

| 年度 | 球隊   | 出賽 | 先發 | 勝投 | 敗投 | 完投 | 完封 | 救援 | 中繼 | 奪三振 | 四死 | 投球局數 | 責失 | 防禦率 |
| ---- | ------ | ---- | ---- | ---- | ---- | ---- | ---- | ---- | ---- | ------ | ---- | -------- | ---- | ------ |
| 1990 | 統一獅 | 13   | 10   | 2    | 5    | 2    | 0    | 1    | －   | 45     | 10   | 62.2     | 29   | 4.16   |
| 1991 | 統一獅 | 32   | 17   | 11   | 5    | 3    | 1    | 1    | －   | 84     | 27   | 136.1    | 44   | 2.90   |
| 1992 | 統一獅 | 30   | 15   | 8    | 7    | 3    | 0    | 0    | －   | 56     | 45   | 137.2    | 73   | 4.77   |
| 1993 | 統一獅 | 39   | 8    | 8    | 5    | 6    | 1    | 18   | －   | 64     | 32   | 120.1    | 32   | 2.39   |
| 1994 | 統一獅 | 32   | 18   | 13   | 6    | 9    | 0    | 5    | －   | 83     | 30   | 167.1    | 47   | 2.53   |
| 1995 | 統一獅 | 32   | 26   | 20   | 7    | 13   | 7    | 1    | －   | 125    | 52   | 210.1    | 54   | 2.31   |
| 1996 | 統一獅 | 34   | 23   | 20   | 4    | 5    | 2    | 1    | －   | 123    | 43   | 185.1    | 53   | 2.57   |
| 合計 | 7年    | 212  | 117  | 82   | 39   | 41   | 11   | 27   | 0    | 580    | 239  | 1020.0   | 332  | 2.93   |

## 棒球生涯
三信家商畢業，打過日本社會人球隊。
1993年以18次救援成功拿下年度救援王，可惜該年總冠軍戰統一獅2：4不敵兄弟象。
1995年，郭進興吃下210.1局（32場出賽，26場先發，13場完投，7場完封）豪奪20勝，是繼黃平洋、王漢、陳義信之後，第四位達到單季20勝的投手，也是協助統一獅包辦上下半季冠軍，鎖定總冠軍的重要功臣。11月在福岡巨蛋舉行的亞洲太平洋超級棒球賽，郭進興23日面對大榮鷹主投8.1局無失分獲得勝投，24日冠軍戰統一獅再克韓華鷹拿下台灣職棒史上第一個國際賽冠軍，也是迄今唯一。
1996年，郭進興再度奪下單季20勝與勝投王。統一獅該年連莊上半季冠軍，不過該年下半季由味全龍奪得。龍獅再度會師總冠軍賽，但阿水隻手遮天，第一戰於台南球場先發主投6局被敲6支安打失1分4次三振2保送領軍拔得頭籌，第四戰於台北球場主投9局142球被敲6支安打10K5保送無失分奪下完投完封勝，第六戰於台南球場第五局登板後援5局被敲6支安打4K2保送無失分拿下封王戰勝投。不僅是同一年度中華職棒總冠軍賽奪下3勝的投手，也理所當然成為該季總冠軍戰MVP。但於總冠軍賽當中發出「這是我在中華職棒聯盟的最後一戰」奇語引發揣測。
生涯7年奪下82勝的紀錄，其中有11場的完封勝，更是中華職棒唯一得過勝投王，也得過救援王的選手。
2015年至2016年擔任三信家商青棒隊的總教練。

## 醜聞
1997年涉及「打放水球」職棒賭博黑鷹事件，2月21日遭中職聯盟宣布“永不錄用”而同年成立的台灣大聯盟也沒有吸收他。

## 經歷
- 高雄市鼓山國小少棒隊（惠安）
- 高雄市七賢國中青少棒隊
- 高雄市三信家商青棒隊
- 台灣電力棒球隊
- 陸光棒球隊
- 味全棒球隊（業餘甲組）
- 伊藤榮堂紅丸棒球隊（日本社會人球隊）
- 中華職棒統一獅隊
- 台南亨達長青棒球隊

## 外部連結
- 郭進興在台灣棒球維基館上的頁面（繁體中文）

| 前任： 陳義信     | 中華職棒勝投王 1995年、1996年         | 繼任： 吳俊良 |
| 前任： 謝長亨     | 統一獅開幕戰先發投手 1996年           | 繼任： 吳俊良 |
| 前任： 王漢       | 中華職棒明星賽明星白隊先發投手 1995年 | 繼任： 陳明德 |
| 前任： 無總冠軍賽 | 中華職棒總冠軍賽最有價值球員獎 1996年 | 繼任： 黃文博 |